# Varaždinske Toplice
Varaždinske Toplice su grad u Hrvatskoj, u Varaždinskoj županiji.

## Gradska naselja
Grad se sastoji od 23 naselja, to su: Boričevec Toplički, Črnile, Čurilovec, Donja Poljana, Drenovec, Gornja Poljana, Grešćevina, Hrastovec Toplički, Jalševec Svibovečki, Jarki Horvatićevi, Leskovec Toplički, Lovrentovec, Lukačevec Toplički, Martinkovec, Petkovec Toplički, Pišćanovec, Retkovec Svibovečki, Rukljevina, Svibovec, Škarnik, Tuhovec, Varaždinske Toplice i Vrtlinovec.

## Zemljopis
Grad Varaždinske Toplice smješten je na sedrenim terasama uz južnu padinu Topličke gore i obodu kotline kojom prolazi rijeka Bednja, u središnjem dijelu Hrvatskog zagorja.

## Stanovništvo
Grad se prostire na površini od 79.75 km2 i prema zadnjem popisu ima 6364 stanovnika u 23 naselja i spada u ispod prosječna naseljena mjesta u okviru Varaždinske županije.
| broj stanovnika | 4805  | 5564  | 6123  | 6989  | 7266  | 7818  | 7574  | 8016  | 8159  | 8138  | 7477  | 7495  | 7282  | 7236  | 6973  | 6364  | 5537  |
|                 | 1857. | 1869. | 1880. | 1890. | 1900. | 1910. | 1921. | 1931. | 1948. | 1953. | 1961. | 1971. | 1981. | 1991. | 2001. | 2011. | 2021. |

| broj stanovnika | 917   | 1141  | 1189  | 1256  | 1245  | 1250  | 1261  | 1248  | 1179  | 1282  | 1193  | 1293  | 1642  | 1891  | 1877  | 1765  | 1606  |
|                 | 1857. | 1869. | 1880. | 1890. | 1900. | 1910. | 1921. | 1931. | 1948. | 1953. | 1961. | 1971. | 1981. | 1991. | 2001. | 2011. | 2021. |

## Povijest
Najstariji tragovi Varaždinskih Toplica sežu do 3. st. pr. n. e. kada je na ovom području živjelo je ilirsko pleme Jasi. Već za vrijeme Jasa naselje je zbog izvora termalne voda izraslo u značajno zdravstveno, obredno, kulturno pa i gospodarsko središte Gornje Panonije. Najveći procvat naselje je doživilo za Rimljana, od 1. do 4. st. kada postaje poznato pod imenom Aquae Iasae. Naselje je potpuno propalo i opustošeno u 4. st. u vrijeme seobe naroda.
U srednjem vijeku na tom prostoru formira se naselje Toplissa, koje postaje posjed Zagrebačkog Kaptola i to ostaje više od osam stoljeća. Kako bi zaštitio svoj posjed Kaptol uz župnu crkvu gradi utvrdu (1376.) Tijekom 16. stoljeća u vrijeme turske opasnosti, ova se utvrda dograđuje i pojačava kulama, opkopom (koji se punio vodom s izvora termalne vode) i lančanim mostom. Uz tri postojeće ugaone kule, podignute su još dvije - istočna i zapadna. 
Po oslobađanju Slavonije, i prestanku turskih provala, 1695. godine, ova utvrda je preuređena u barokni dvorac koji je kasnije pretvoren u prvi kupališni hotel. Počeci modernog kupališnog lječilišta vezani su uz liječnika Ivana Krstitelja Lalanguea (porijeklom iz Luksemburga) koji je djelovao u Varaždinu u drugoj polovini 18. st. i bio jedan od prvih hrvatskih medicinskih pisaca. 
Termalno lječilište (u današnjem obliku) počinje raditi od 1820., kada se uvodi stalni liječnički nadzor - 1838. i stalni kupališni liječnik. Početkom 20. st. Varaždinske Toplice, došle su na glas kvalitetnog termalnog lječilišta, i taj status imaju i danas.

## Uprava
Gradonačelničku dužnost obnaša Dragica Ratković.
Dan grada obilježava se 10. kolovoza.

## Poznate osobe
- Ruža Pospiš Baldani (1942. - ), operna pjevačica
- Ana Bešenić (1952. – 2012.), književnica
- Nenad Brixy (1924. – 1984.), novinar i prevodilac
- Lavoslav Horvat (1901. – 1989.), arhitekt
- Danica Bedeković (1872. – 1955.), prosvjetna djelatnica, novinarka i katolička aktivistica[4]
- Željko Dvekar (1967. - 2024.), general

## Spomenici i znamenitosti
- Arheološki lokalitet Aquae Iasae (U gradskom parku).
- Spomenik hrvatskomu jeziku.[5][6]

## Obrazovanje
U gradu djeluje Osnovna škola A. i I. Kukuljevića.
Također djeluje jedna Osnovna škola u Svibovcu, a Područne u Gornjoj Poljani i Drenovcu.

## Šport
U Gradu su dva nogometna kluba:
- NK Mladost (2. ŽNL Varaždinska, sezona 2008./09.)
- NK Polet Tuhovec (1. ŽNL Varaždinska, sezona 2008./09.)

Od 1925. godine djeluje i Šahovski klub "Mladost".

## Gradovi prijatelji
- Piešťany, Slovačka

## Vanjske poveznice
- Službene stranice Grada Varaždinske Toplice